# Metacromantis oxyops
Metacromantis oxyops är en bönsyrseart som beskrevs av Max Beier 1930. Metacromantis oxyops ingår i släktet Metacromantis och familjen Hymenopodidae. Inga underarter finns listade i Catalogue of Life.